# قائمة اللوحات المصرية القديمة

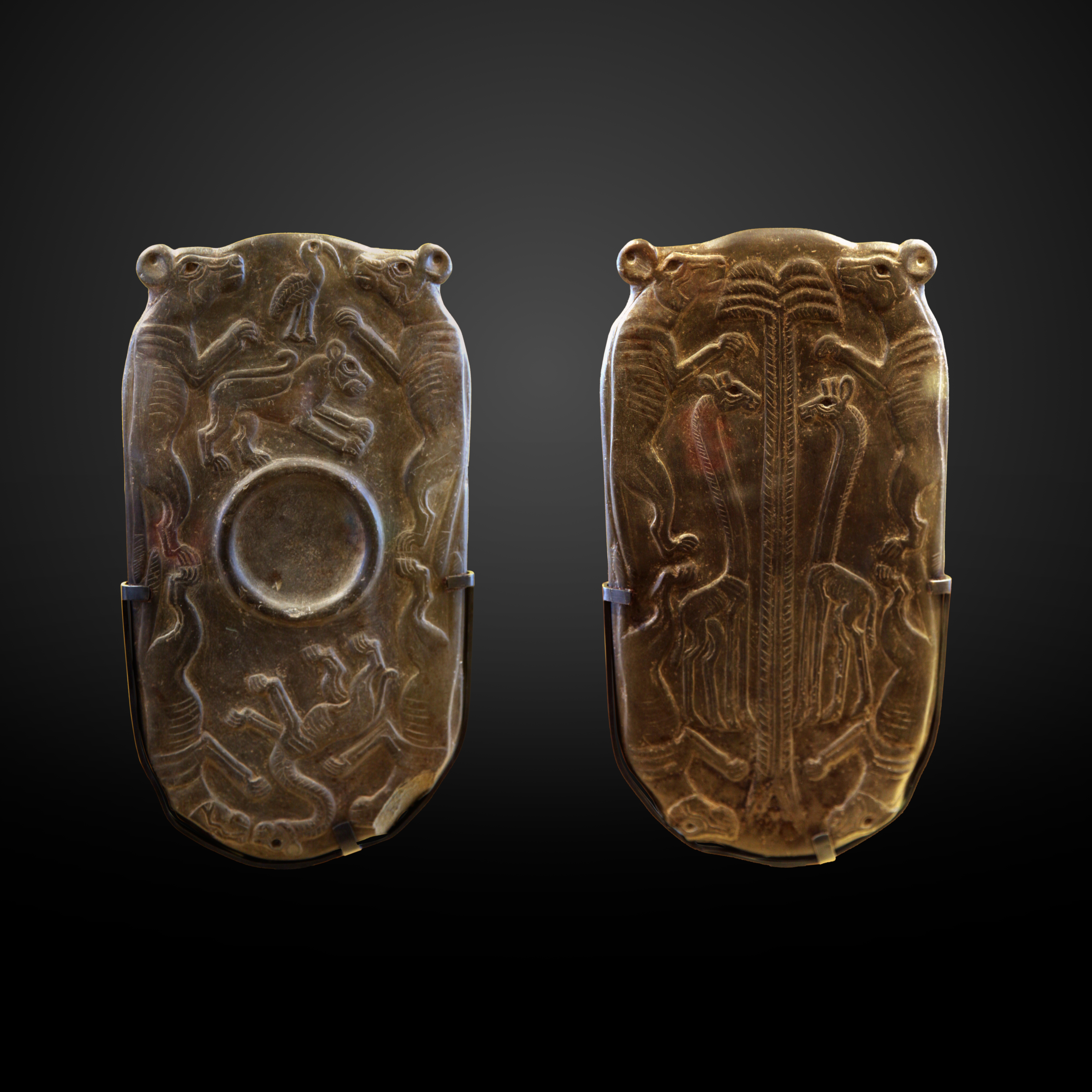
لوحة الأربعة كلاب، غرفة 633 من اللوفر.

قائمة بمجموعة فرعية صغيرة  من اللوحات المصرية القديمة، التي تراوحت في فترات نقادة، الألفية الرابعة قبل الميلاد، ربما في الغالب من 3500 إلى 3000 قبل الميلاد؛ قد تكون بعض اللوحات من الفترة اللاحقة من الألف الثالث قبل الميلاد.

## قائمة فردية أبجدية (مختصرة)
| - لوحة ساحة المعركة - "رأسان من الطيور لوحة (بروكلين)" - "لوحة الطائر (اللوفر رقم XXX)" (يستريح الطائر على قدميه) - لوحة الطائر المزدوج، ("لوحة مرساة") - لوحة الثور - لوحة كلب الاحوية - لوحة الأربعة كلاب، لوحة الزرافات - لوحة أكسفورد لوحة كلاب هيراكونبوليس الصغرى - "لوحة الأسماك (نوع اللوفر دولفين)" - المملكة الحديثة: لوحة على شكل سمكة (نوع بولتي الهيروغليفية); جانب السمك المزين/ مع الجانب التجميلي للإستخدام اليومي. | - لوحة جرزه - لوحة الماعز البربري - لوحة أوزة مزدحمة - لوحة طير غينيا - لوحة الصيادون - "لوحة كا (رقم 1)" - "لوحة كا (رقم 2)" - لوحة ليبية - لوحة منشية عزت - لوحة مين الظباء - لوحة مين - لوحة نارمر - "لوحة السلحفاة (رقم 1)"-(متحف اللوفر) (انظر لوحة زومورفيك) - لوحة السلحفاة رقم 2 |

## قائمة لوحات ما قبل الأسرات المصرية القديمة
| اسم                                 | أبعاد                                    | صورة                | موقع                   | ملاحظات + الموضوع                                                     |
| ----------------------------------- | ---------------------------------------- | ------------------- | ---------------------- | --------------------------------------------------------------------- |
| لوحة ساحة المعركة لوحة النسور، إلخ. | ارتفاع كامل؟ 50 x 32 سم-(?) (20 x 13 in) | Battlefield Palette | المتحف البريطاني       | الجانب أ: "الحرب" ؛ الجانب ب: "السلام" ("النظام مقابل الفوضى")        |
| لوحة الثور                          | –                                        |                     | متحف اللوفر            |                                                                       |
| لوحة جزره                           | –                                        | Gerzeh palette      | المتحف المصري بالقاهرة |                                                                       |
| لوحة الصيادون                       | 30.5 x 15 cm (12 x 6 in)                 |                     | المتحف البريطاني       | (جزء أصغر في متحف اللوفر)                                             |
| لوحة ليبية                          | (أصلي، تقريبي: 70 x 25 سم) (ht x width)  |                     | المتحف المصري بالقاهرة | (الأبعاد المتبقية: ~18.5 x ~21 سم، (7 × 8 بوصة)) (عرض × عرض × ارتفاع) |
| لوحة مين El لوحة العمرة             | –                                        |                     |                        |                                                                       |
| لوحة نارمر لوحة هيراكونبوليس العظمى | 64 x 42 cm (25 x 17 in)                  |                     | المتحف المصري بالقاهرة | توحيد مصر العليا والسفلى                                              |

## لوحات على شكل درع
قائمة لوحات على شكل درع. الغالبية الرأسية المنحى. (تعد لوحة الصيادون مثالاً على لوحة الألوان الأفقية.)
| V38 |

| V38 |

| V38 |

| V38 |

| G54 |

| G54 |

| V38 |

| V38 |

| N20 |

| N20 |

| V38 |

| V38 |

| V38 |

| V38 |

| R23 |

| R23 |

| S39 |

| S39 |

| V38 |

| V38 |

| V38 |

| V38 |

## لوحات زومورفيك
قائمة زومورفيك، أو اللوحات المصرية ذات النمط الحيواني.
| G54 |

| G54 |

## لوحات الطيور
| G42 |

| G42 |

| G54 |

| G54 |

| V38 |

| V38 |

| G54 |

| G54 |

| V38 |

| V38 |

| H1 | H1 |

| H1 | H1 |

## لوحات متنوعة وشظايا
| N33 |

| N33 |

| Q3 |

| Q3 |

| D28 |

| D28 |

| Q3 |

| Q3 |

| D28 |

| D28 |

| S34 |

| S34 |

| M13 |

| M13 |

| S40 |

| S40 |

## الهيروغليفية المصرية ومجسم اللوحة
قائمة بالهيروغليفية المصرية واللوحات الفردية.

### لوحة جرزه
تحتوي لوحة جزره أو لوحة حتحور و لوحة رأس البقرة على موضوعات تحتوي على 5 نجوم وزوج من الأبواق و "رأس" منمق. الهيروغليفية هي:
| N14 |

، 
| F13 |

، وربما علاقة 
| Y8 |

، حتحور سيستروم، (شكل رأس البقرة، كما في لوحة نارمر)، و 
| R20 |

.

### لوحة مين
الزخرفة الوحيدة هي مزيج من نمط "ربط مطبعي" من "رمز مين" القديم--
| R23 |

 مع الهيروغليفية ل "عصا الراعي"--
| S39 |

(1/4 من وجه لوح).

## صالات العرض

### معرض زومورفيك

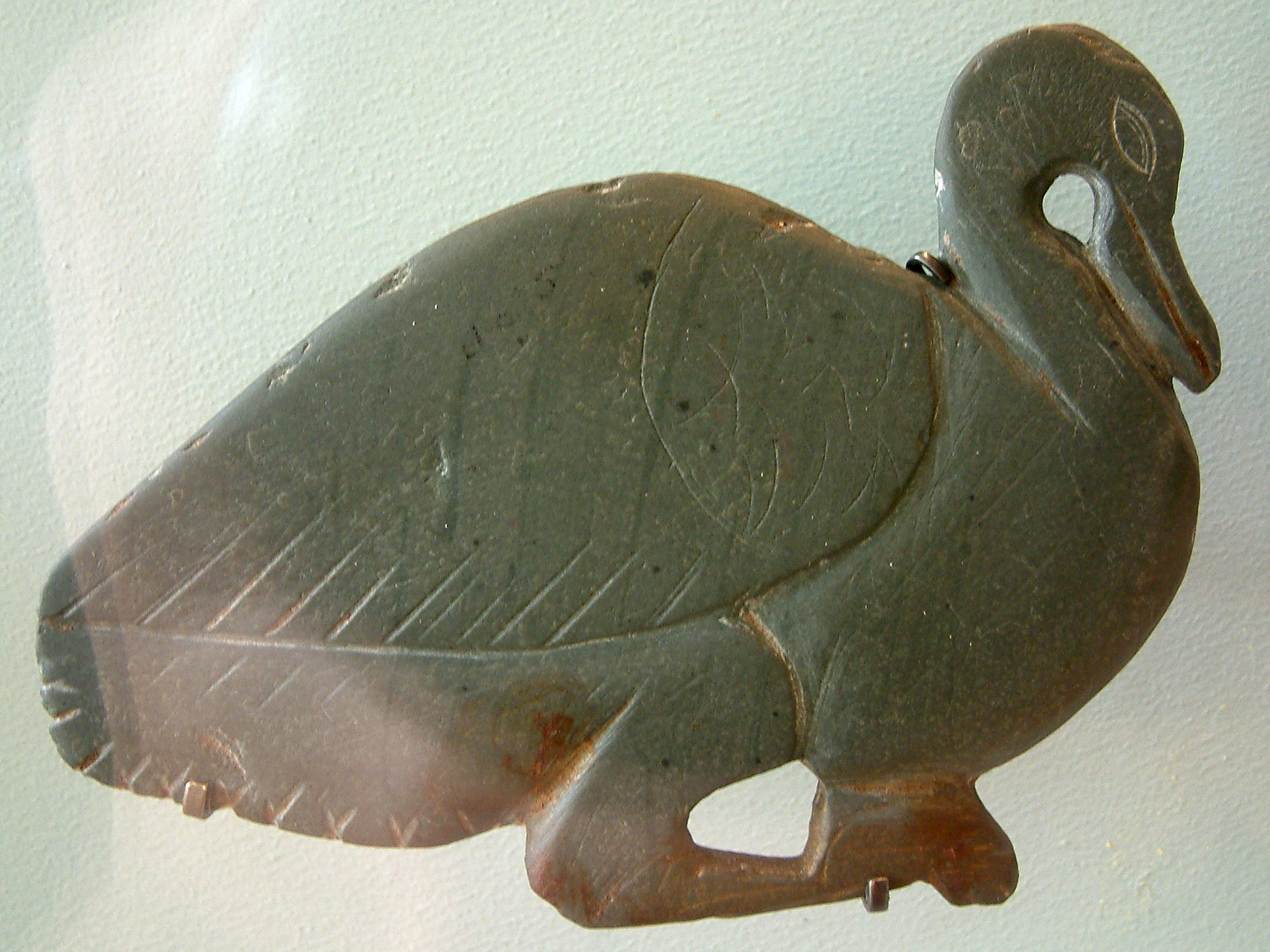
طائر - (غير نموذجي، أوزة جالسة- (بطة))
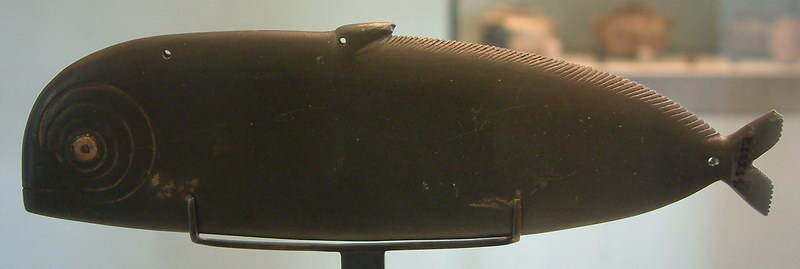
سمك- (شكل دولفين)
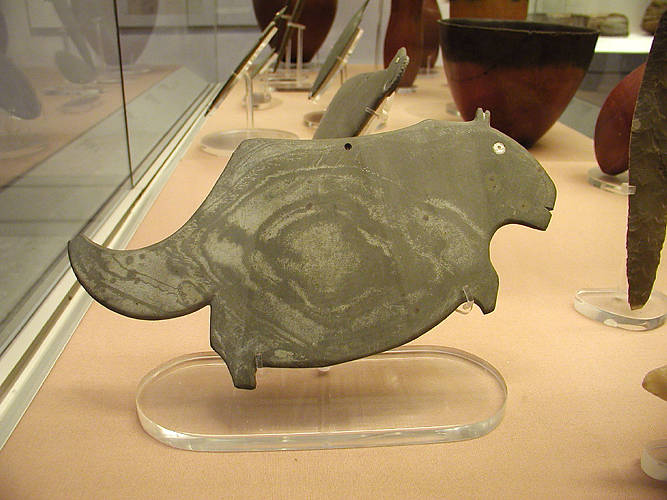
فرس نهر
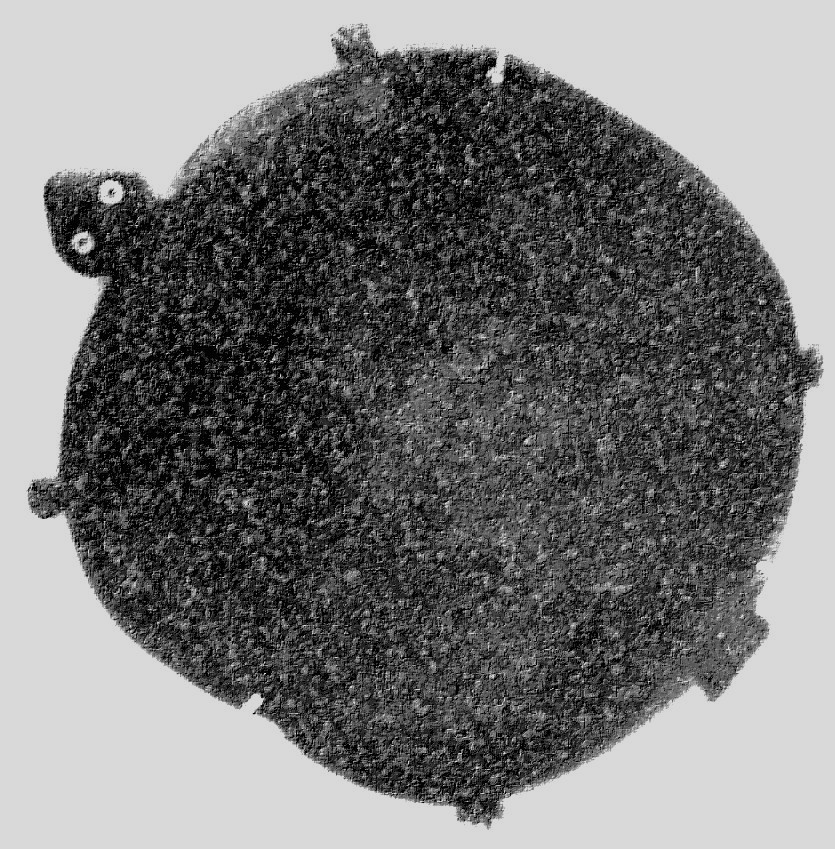
سلحفاة

### المنصات المتنوعة

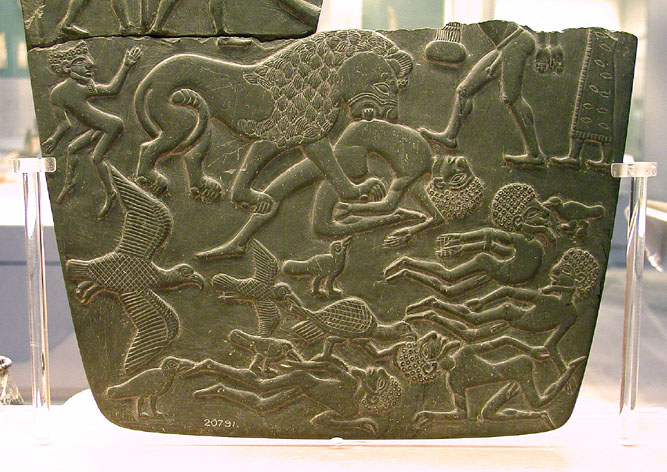
لوحة ساحة المعركة
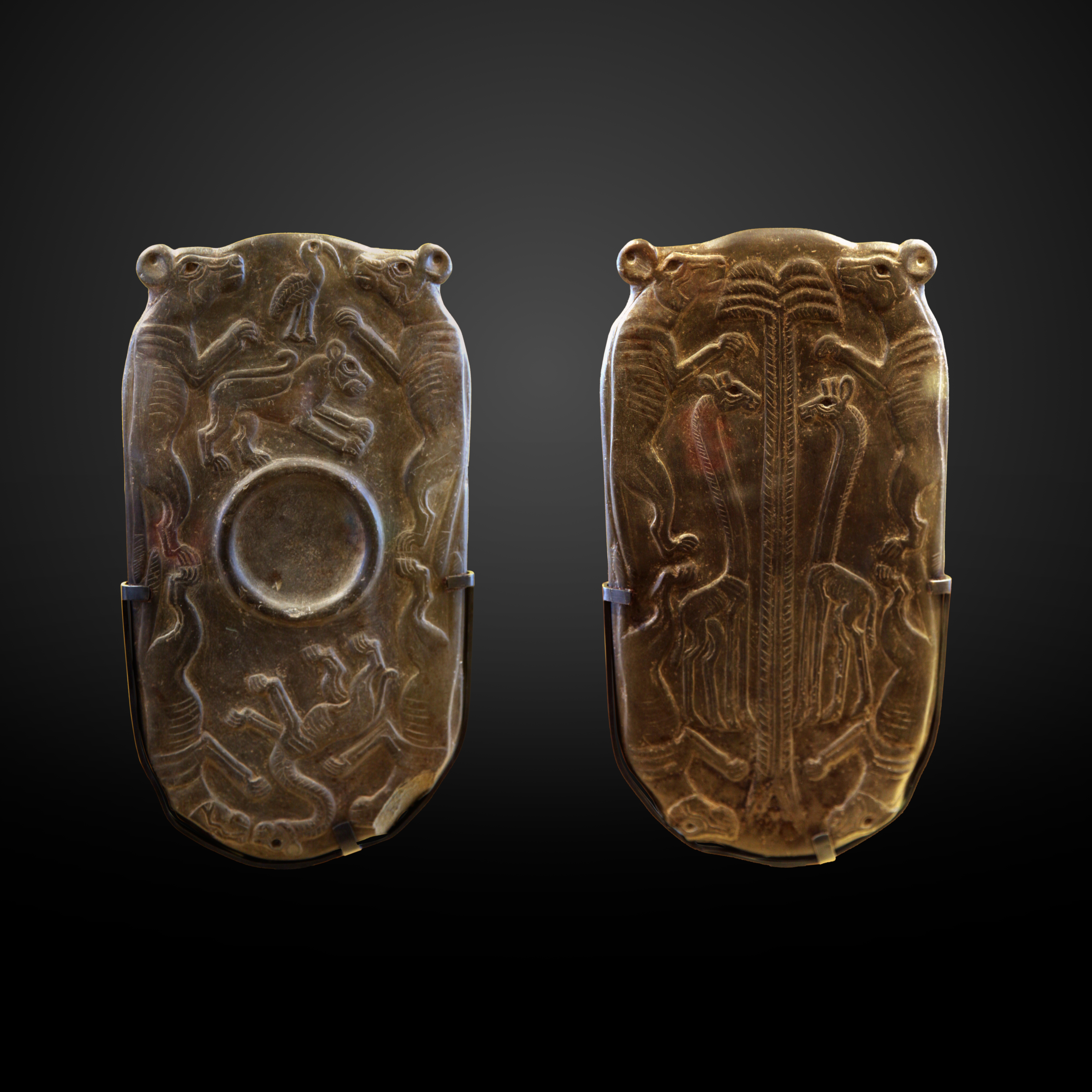
لوحة الأربعة كلاب
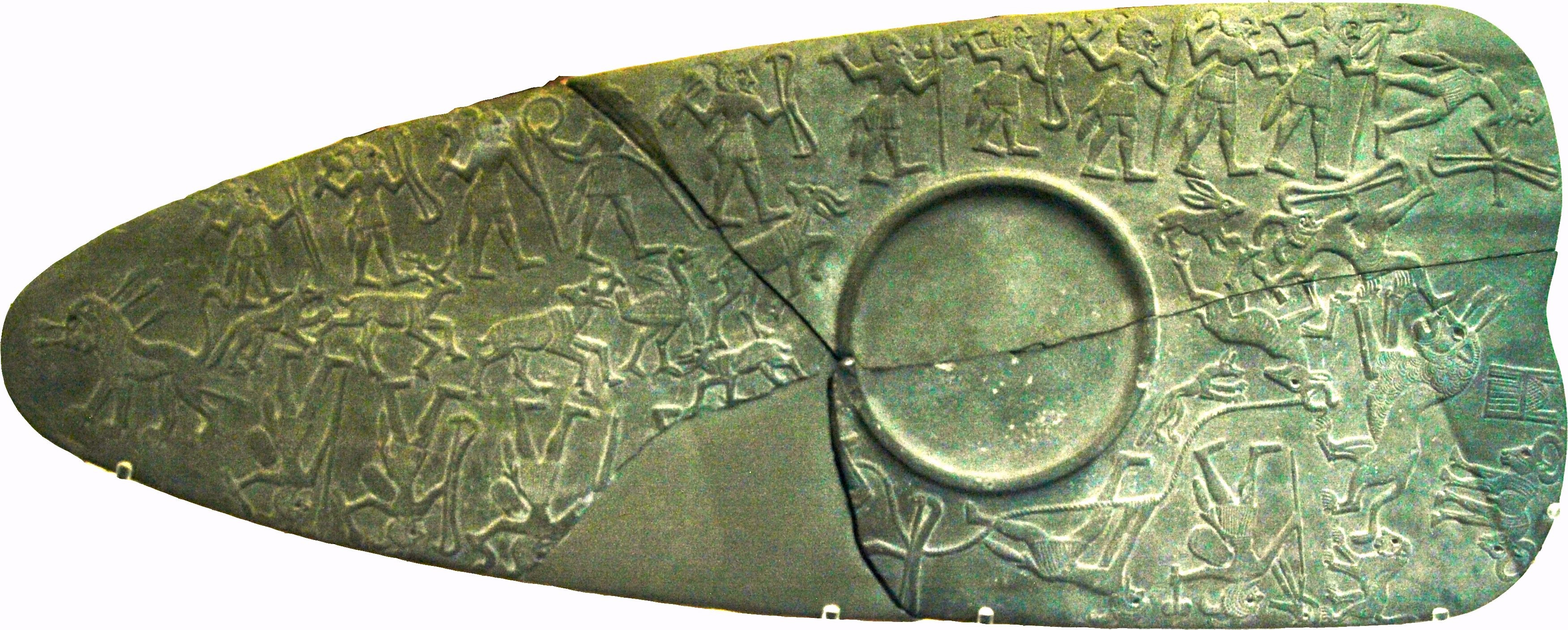
لوحة الصيادون
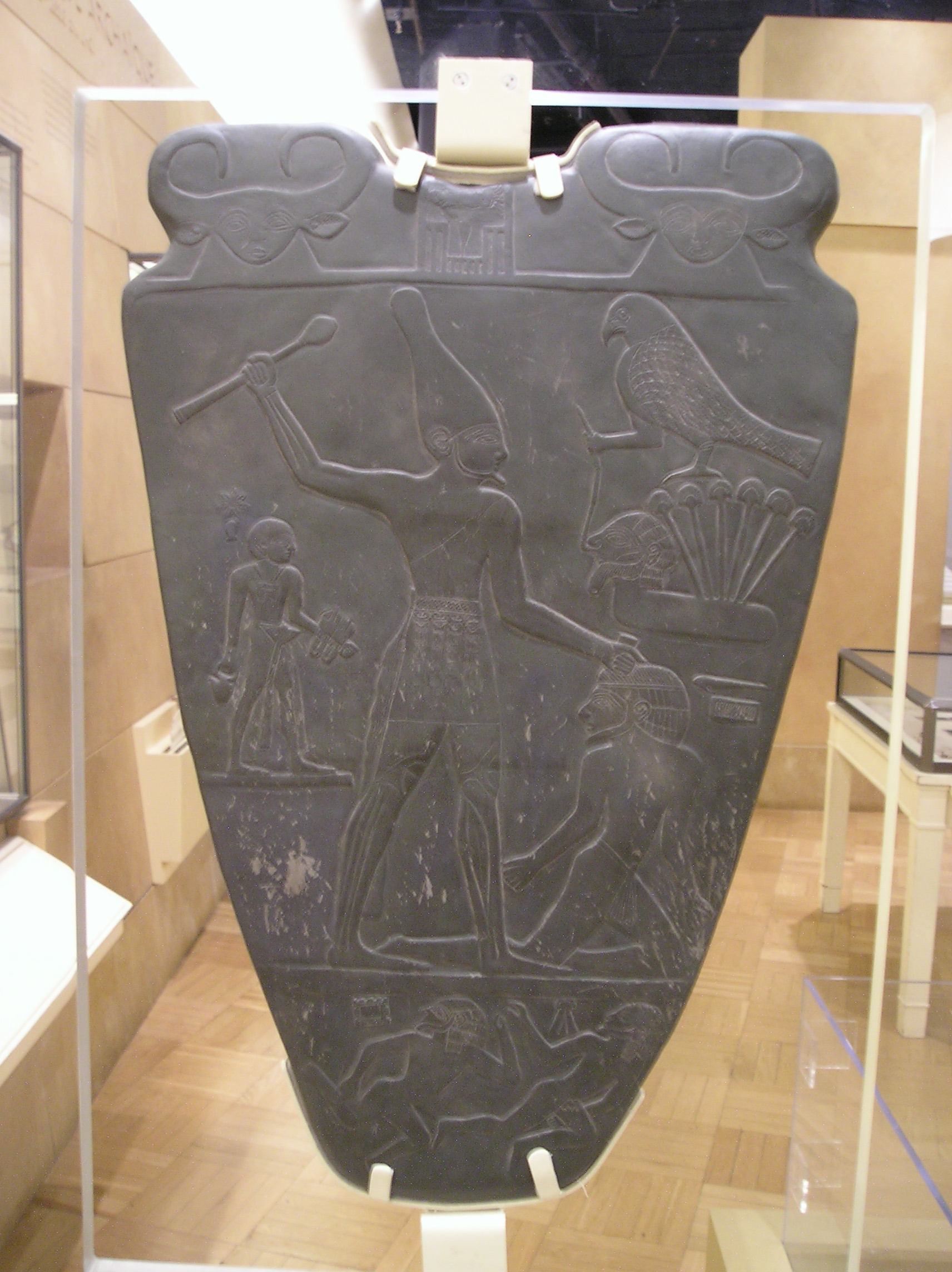
لوحة نارمر
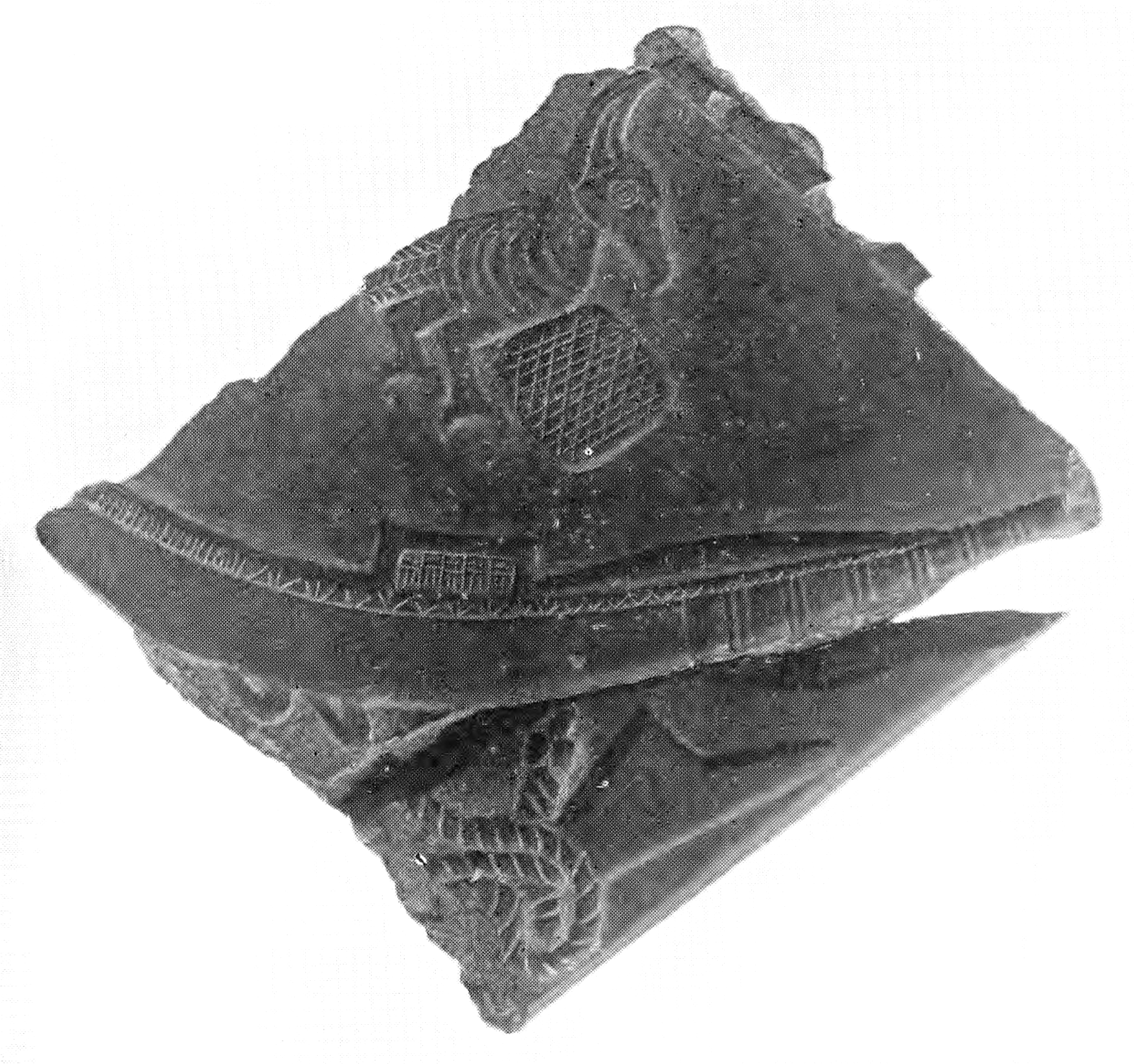
لوحة الزقزاق.
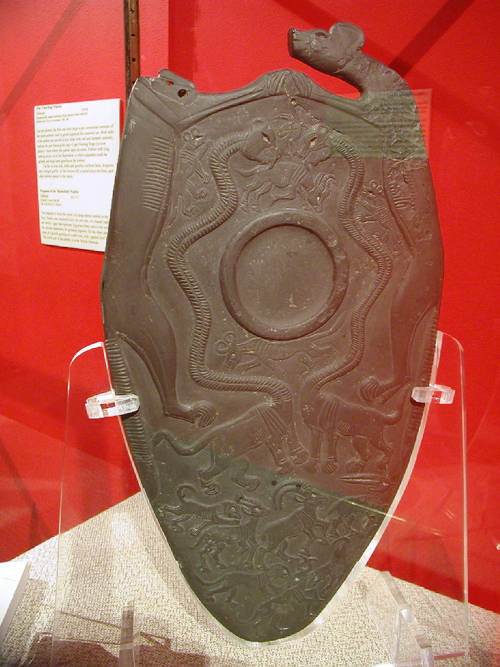
لوحة أكسفورد لوحة هيراكونبوليس الصغرى